# Out of the Snows
Out of the Snows er en amerikansk stumfilm fra 1920 af Ralph Ince.

## Medvirkende
- Ralph Ince som Robert Holliday
- Zena Keefe som Anitah
- Pat Hartigan som John Blakeman
- Gladys Coburn som Ruth Hardy
- Huntley Gordon som Graham
- Red Eagle som Lone Deer
- Jacques Suzanne som Antoine Dufresne